# Gyíkok
A gyíkok (Sauria) a hüllők (Reptilia) osztályába és a pikkelyes hüllők (Squamata) rendjébe tartozó parafiletikus csoport. 5 alrend és 26 család tartozik az alrendbe.
A gyíkok túlnyomórészt a szó legszorosabb értelmében vett szárazföldi állatok, mert még a nedves helyeket is elkerülik. Testükön rendszerint világosan megkülönböztethetők a fej, nyak, törzs, farok és a végtagok. A különböző fajok szerint sokféleképpen változó pikkelyeket tábla vagy szemcsés, zsindely- és örvös-pikkelyekre osztják. A pikkelyek és pajzsok mellett nem ritkán fordulnak elő tövisek, lécek, tarajok, s másforma szaruképződmények is.
A gyíkok a környezet melegével tartják fenn testhőmérsékletüket, ezért elsősorban a meleget szeretik. A legtöbb gyíkfaj a trópusokon, illetve szubtrópusi éghajlaton él. Számos családjuk közül a legtöbb fajjal a vakondgyíkfélék avagy szkinkek (mintegy 1000 faj), a gekkófélék (~830 faj), a leguánfélék (~650 faj) és az agámafélék (~300 faj) rendelkeznek.

## Rendszerezésük
Az alrendbe az alábbi alrendek és családok tartoznak:
- leguánalakúak (Iguania) – az alrendbe 10 család tartozik
  - Tropiduridae
  - agámafélék (Agamidae)
  - kaméleonfélék (Chamaeleonidae)
  - Corytophanidae
  - Crotaphytidae
  - Hoplocercidae
  - Polychrotidae
  - Opluridae
  - leguánfélék (Iguanidae)
  - békagyíkfélék (Phrynosomatidae)
- gekkóalakúak (Gekkota) – az alrendbe 3 család tartozik
  - gekkófélék (Gekkonidae)
  - lábatlangekkó-félék (Pygopodidae)
  - vakgyíkfélék (Dibamidae)
- vakondgyíkalakúak (Scincomorpha) – az alrendbe 7 család tartozik
  - vakondgyíkfélék (Scincidae)
  - tobzosfarkúgyík-félék (Cordylidae)
  - páncélosgyíkfélék (Gerrhosauridae)
  - éjjeligyíkfélék (Xantusiidae)
  - nyakörvösgyíkfélék (Lacertidae)
  - tejufélék (Teiidae)
  - Gymnophthalmidae
- lábatlangyík-alakúak (Diploglossa) – az alrendbe 3 család tartozik
  - lábatlangyíkfélék (Anguidae)
  - amerikai lábatlangyíkfélék (Anniellidae)
  - bütykösgyíkfélék (Xenosauridae)
- varánuszalakúak (Varanoidea vagy Platynota) – az alrendbe 3 család tartozik
  - varánuszfélék (Varanidae)
  - Lanthanotidae
  - mérgesgyíkfélék vagy viperagyíkfélék (Helodermatidae)